# Кетський потік
Кетський потік (словац. Ketský potok) — річка в Словаччині, права притока Грону, протікає в окрузі Нове Замки.
Довжина — 32 км.
Витік знаходиться в масиві Гронські пагорби — на висоті 205 метрів. Серед приток —  Дєдінський потік; Черешньовка і Возоканський потік.
Впадає у Грон біля села Біня на висоті 117 метрів.